# I Am (Earth, Wind & Fire)
I Am è l'undicesimo album degli Earth, Wind & Fire, pubblicato nel 1979 dalla Columbia Records.

## Tracce
1. In the Stone – 4:51
2. Can't Let Go – 3:28
3. After the Love Has Gone – 3:56
4. Let Your Feelings Show – 5:11
5. Boogie Wonderland – 4:48
6. Star – 4:27
7. Wait – 3:41
8. Rock That! – 3:07
9. You and I – 3:31